# Andarnas hus (film)
Andarnas hus är en dansk-tysk film från 1993 baserad på Isabel Allendes debutroman med samma namn,
regisserad av Bille August och med Antonio Banderas, Jeremy Irons, Meryl Streep, Glenn Close och Winona Ryder i huvudrollerna.

## Rollista (urval)
- Jeremy Irons – Esteban Trueba
- Meryl Streep – Clara del Valle Trueba
- Glenn Close – Férula Trueba
- Winona Ryder – Blanca Trueba
- Antonio Banderas – Pedro Tercero García
- Vanessa Redgrave – Nívea del Valle
- Maria Conchita Alonso – Tránsito Soto
- Armin Mueller-Stahl – Severo del Valle
- Teri Polo – Rosa del Valle
- Jan Niklas – Greve Jean de Satigny
- Sarita Choudhury – Pancha García